# Prutiwka (obwód żytomierski)
Prutiwka (ukr. Прутівка) – wieś na Ukrainie, w obwodzie żytomierskim, w rejonie żytomierskim, w hromadzie Romanów. W 2001 liczyła 144 mieszkańców.